# Purulia
Purulia (en bengalí:পুরুলিয়া)  ) es una ciudad de la India, centro administrativo del distrito de Purulia, en el estado de Bengala Occidental.

## Geografía
Se encuentra a una altitud de 253 m s. n. m. a 296 km de la capital estatal, Calcuta, en la zona horaria UTC +5:30.

## Demografía
Según estimación 2010 contaba con una población de 133 574 habitantes.